# باشگاه ورزشی پینالوونسه
باشگاه ورزشی پینالوونسه (انگلیسی: C.D. Pinhalnovense) یک باشگاه فوتبال پرتغالی است که در سال ۱۹۴۸ تاسیس شده است.